# Malur pitblau
El malur pitblau (Malurus pulcherrimus) és una espècie d'ocell de la família Maluridae, és endèmica del sud d'Austràlia.
L'hàbitat natural d'aquest ocell són les zones de muntanya baixa mediterrània.